# قشلاخ رضا (سقز)
قرية قشلاخ رضا (بالكردية: قشڵاخ ڕەزا) هي إحدى القرى التابعة لـصاحب في ريف قسم زيويه من مقاطعة سقز، في محافظة كردستان الإيرانية.

## السكان
حسب إحصاءات سنة 2006، بلغ إجمالي السكان في قشلاخ رضا 150 نسمة وعدد المساكن 29 مسكن. لغة سكان قشلاخ رضا هي اللغة الكردية و هم من أهل السنة والجماعة والمذهب الشافعي.